# Władysław Frankowski

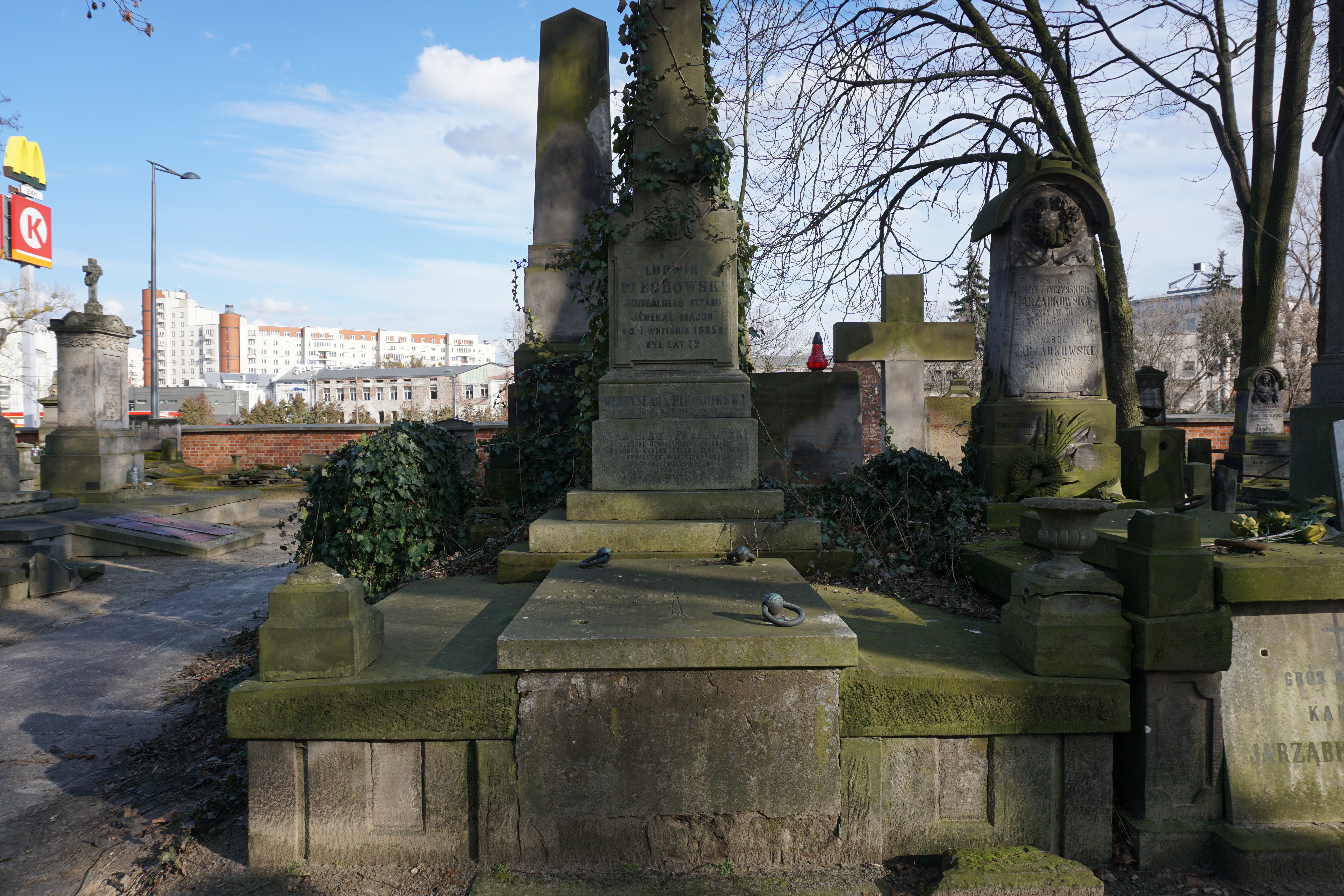
Grób Władysława Frankowskiego na cmentarzu Powązkowskim

Władysław Frankowski (ur. 24 listopada?/6 grudnia 1859 w Olszanie, zm. 30 sierpnia 1922 w Słupi) – generał dywizji Wojska Polskiego.

## Życiorys
Urodził się 6 grudnia 1859 roku w Olszanie, w powiecie kaniowskim, w rodzinie Ignacego i Teresy z domu Regnault d’Saint Jean d’Angely. Po ukończeniu gimnazjum klasycznego w Kijowie kształcił się w szkole junkrów w Jelizawietgradzie. 16 kwietnia 1878 roku otrzymał stopień korneta i przydział do 14 Jamburgskiego Pułku Ułanów w Pińczowie. Uczestniczył w wojnie rosyjsko-tureckiej. W czasie I wojny światowej dowodził 2 brygadą 12 Dywizji Kawalerii. 28 lutego 1916 roku został zwolniony ze służby z powodu stanu zdrowia.
Od 1917 roku w formacjach polskich w Rosji. W listopadzie 1918 roku został przyjęty do Wojska Polskiego w stopniu generała podporucznika. Początkowo był komendantem wojskowym powiatu pińczowskiego. 12 marca 1920 roku objął Dowództwo Okręgu Generalnego „Kielce”. 20 września 1920 roku został zatwierdzony z dniem 1 kwietnia 1920 roku w stopniu generała podporucznika, w kawalerii, w grupie oficerów byłych Korpusów Wschodnich i byłej armii rosyjskiej. Obowiązki dowódcy okręgu pełnił do 12 maja 1921 roku. Od 1 września 1921 roku do 10 czerwca 1922 roku był dowódcą Okręgu Korpusu Nr III w Grodnie. Pełnił też obowiązki zastępcy przewodniczącego Oficerskiego Trybunału Orzekającego. 3 maja 1922 roku został zweryfikowany w stopniu generała dywizji ze starszeństwem z 1 czerwca 1919 roku i 12. lokatą w korpusie generałów. W czerwcu 1922 roku został przeniesiony w stan spoczynku.
Zmarł 30 sierpnia 1922 roku w Słupi, w ziemi kieleckiej, w następstwie „gwałtownej choroby zapalenia płuc”. 5 września 1922 roku został pochowany w grobie rodzinnym na cmentarzu Powązkowskim (kwatera 160-4-1,2).

## Awanse
- kornet – 16 kwietnia 1878
- porucznik – 20 marca 1880
- sztabsrotmistrz – 21 czerwca 1884
- rotmistrz – 26 lutego 1890
- podpułkownik – 26 lutego 1900
- pułkownik – 5 października 1904
- generał major – 8 września 1913

## Ordery i odznaczenia
- Krzyż Oficerski Orderu Legii Honorowej (Francja, 28 maja 1921)[10]
- Krzyż Kawalerski Orderu Korony Włoch (Włochy, 3 sierpnia 1922)[11]
- Order Świętego Włodzimierza kl. 3 (Imperium Rosyjskie, 1911)
- Order Świętej Anny z Mieczami kl. 1 (Imperium Rosyjskie, 5 grudnia 1914)
- Order Świętej Anny kl. 2 (Imperium Rosyjskie, 1902)
- Order Świętego Stanisława z Mieczami kl. 1 (Imperium Rosyjskie, 5 grudnia 1914)
- Order Świętego Stanisława kl. 2 (Imperium Rosyjskie, 1885)